# Данзандаржа
Данзандаржа (монг. Данзандаржаа хийд) — небольшой буддийский монастырь в Мурэне (Хувсгел, Монголия), построенный в 1990 году в замещение разрушенного в 1937 году старого крупного монастыря.

## История
Место для нового монастыря в хошуне Ахай-бейсе (Дзасагту-ханский аймак Внешней Монголии) выбирали хошунный дзасак-нойон Тувдархангун и его сын Дашпунцаг вместе с чиновниками и местными ламами — Балганшадавдоржем, Чойживанчигом и другими, и определили его как холм на берегу реки Дэлгэр-Мурен. Изначально, в 1808 году на берегу Мурэна были установлены храмовые юрты, в которых начали отправляться службы. В 1809 году был построен первый храм, Найдан, и в честь него монах Жавгангуусэг назвал монастырь Гандандаржаалин — тиб. «Распространение блаженства Тушиты». Этот соборный храм представлял собой двухэтажное здание, в 8 комнат длиной и 6 — шириной, и использовался в основном для ритуалов, связанных с обучением. Деревянный чойр-дацан Дашдаржаалин, которому дал имя Джалхандза-хутухта V Лувсанбалжирхүндэв, построили в 1811 году, тантрический дацан (Дэчинасанаглин) — в 1861 году, медицинский дацан (Пунцагтойслон) в 1875 году, астрологический дацан в 1890 году. Затем за этими дацанами построили два храма, посвящённых двум местным божествам-покровителям хошуна Ахай-бейсе — Таног-чойжилу и Бурэлбил-чойжилу. Главными божествами-защитниками монастыря считались Махакала и Симхамукха. Впоследствии вокруг монастыря возник город, ныне именуемый Мурэном, а монастырь получил собирательное название Мурэнского хурэ (Мөрөнгийн хүрээ) или Ахай-бейсинского хурэ, и стал известен своими танцами-цам.
В лучшие времена, в начале XX века в Мурэнском хурэ проживало несколько сотен монахов; здесь с 1910 по 1921 год учился будущий лидер Монгольской народной партии Д. Лувсаншарав. В 1931 году монахов изгнали из монастыря, и он был закрыт. Хотя в 1932 году им и позволили вернуться, однако этот период продлился недолго. В начале 1937 года многих из них арестовали и выслали, а в сентябре были арестованы 7 учёных монахов — хамба Зундуй, цорджи Тангад, унзад Маналжав, агрампа Мижид, маарампа Ширэндэв и габджу Эрдэнэ. Храмы Чойр, соборный и Хангалын были умышленно сожжены, десять монахов были обвинены в поджоге и отправлены в заключение на 10 лет..
В июне 1990 года монастырь, заново отстроенный на западной окраине Мурэна, был вновь открыт. В настоящее время в нём проживает около 40 монахов всех возрастов, имеется крупное собрание танка.

Монастырь Данзандаржа
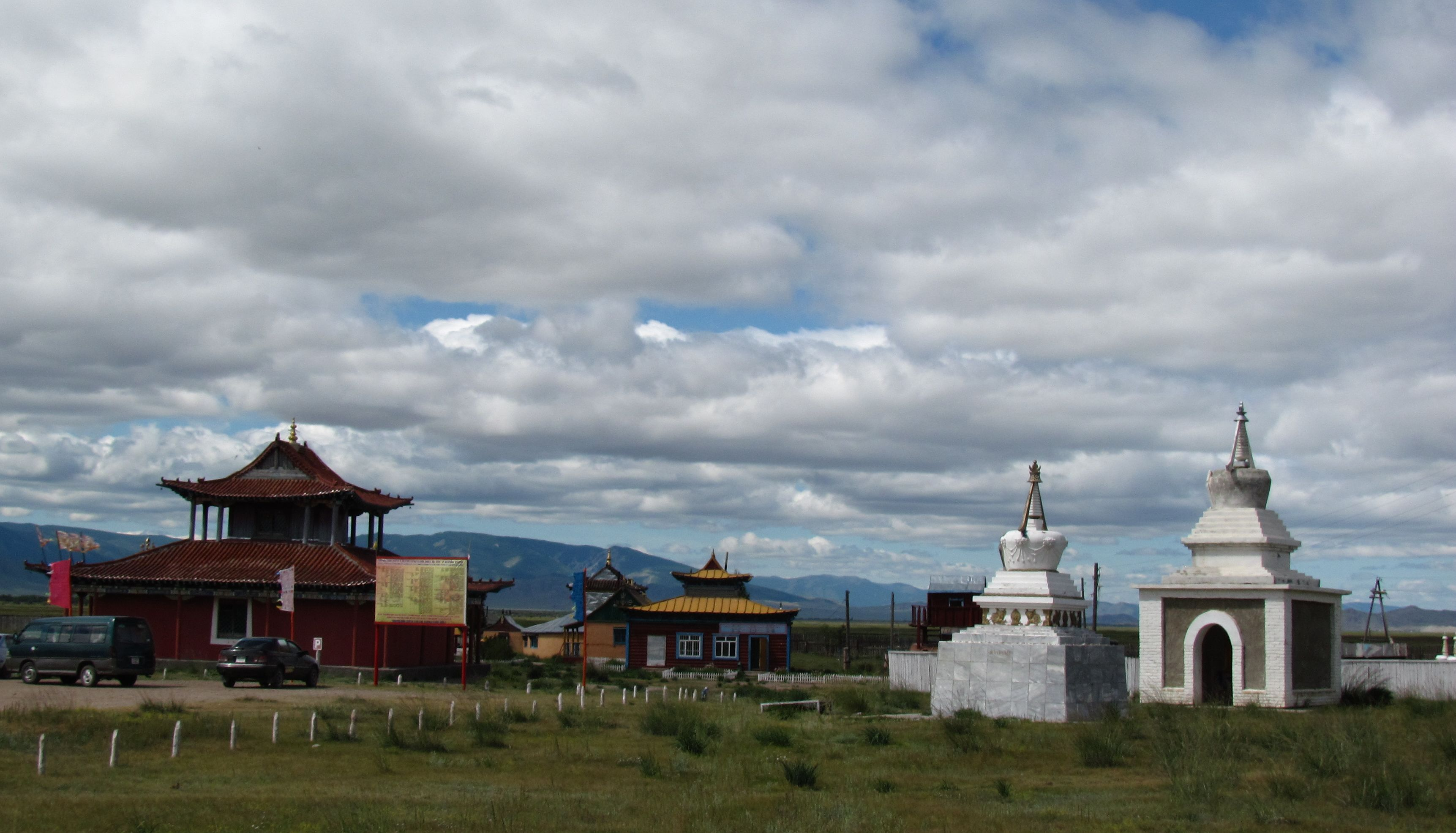
Общий вид
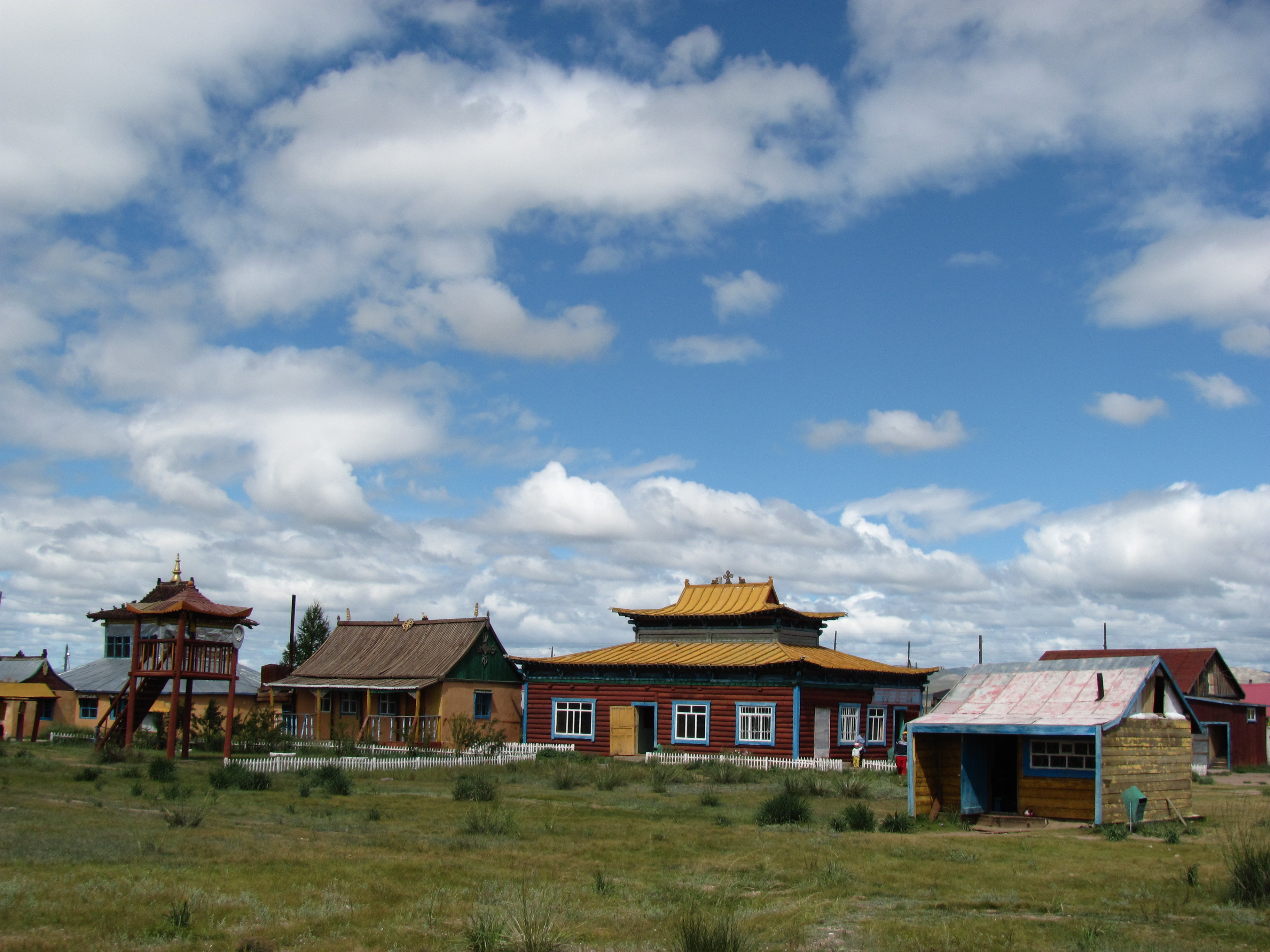
Частный вид
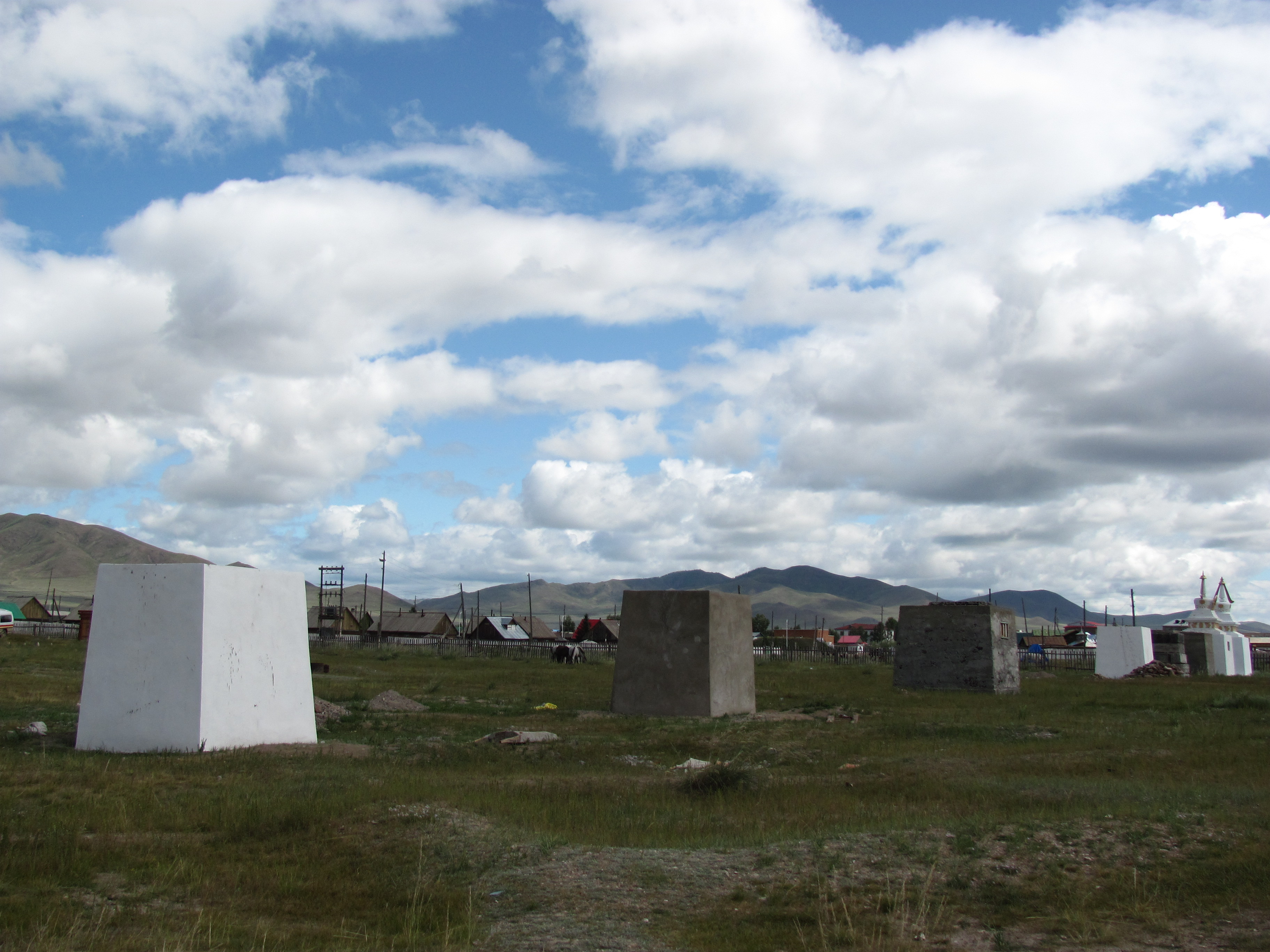
Строительство ступ
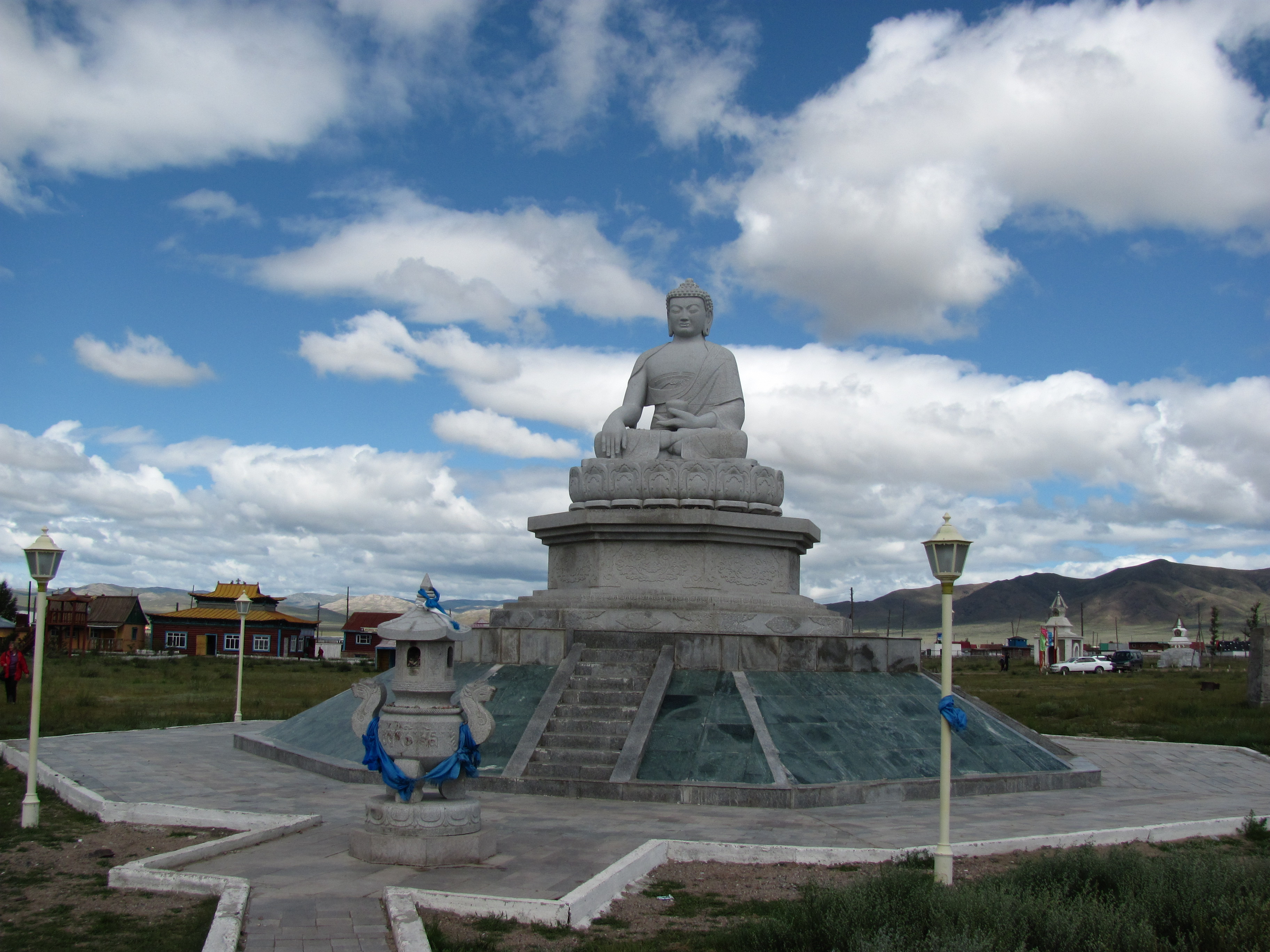
Статуя Будды